# François Baron-Renouard
François Baron-Renouard (Vitré, 19 de abril de 1918 - Courbevoiel, 1 de agosto de 2009) fue un pintor francés, nacido el 19 de abril de 1918 en Vitré y fallecido el año 2009 en París. Su obra se define dentro de un estilo naturalista imaginario abstracto.

## Biografía
François Baron-Renouard nació en Vitré en Ille-et-Vilaine en 1918. Siguió los pasos de su abuelo Charles Paul Renouard (dibujante, grabador, pintor). Se graduó en la Escuela Nacional Superior de Artes Decorativas de París (fr:) donde fue alumno de Raymond Legueult, Maurice Brianchon y François Desnoyer, a su vez los antiguos alumnos de su abuelo. 
Al regresar de la guerra en 1947 como oficial de aviación, expuso por primera vez en el Salón de menores de treinta años de aquel año. En esae momento, desarrolló un estilo figurativo, colaborando, entre otras, con las revistas: A.C.E. (Art, Culture, Économie), Occident et Danse, de la que fue uno de los fundadores. 
A la edad de treinta años, al joven artista se le otorgó el Premio ciudad de Venecia en 1948 y más tarde fue invitado a exponer en la Fundación del Castillo de Lourmarin.
Con el paso del tiempo, sus trazados tiende hacia una expresión cada vez más libre, llena de percepciones aéreas como las percibidas cuando era oficial de la Fuerza Aérea. Los textos monográficos escritos sobre su obra evocan claramente este paralelismo. Sus numerosos viajes de estudio (Italia, España, desde 1949 a 1959, Japón desde 1960 a 1965), los recuerdos de su Bretaña natal, y sus frecuentes viajes nutrieron sus creaciones.
Sobre la base de un completo dominio del oficio, la obra de Francis Baron-Renouard adquirió una expresión fuerte, poética y musical, una invitación al viaje imaginario en el tiempo y el espacio.
Desde 1951, expuso en el Salón de la Joven pintura, después en el Salón de las Nuevas Realidades  (fr:), en el Grandes y jóvenes de hoy (del francés: Grands et jeunes d’aujourd’hui), Salón de Mayo ... En 1961, fue invitado de la Galería Charpentier (Escuela de París) y en 1967 en Montreal, estuvo presente en el pabellón francés de la prestigiosa exposición internacional.
En el Salón de Otoño, fue Presidente de la Sección de pintura durante muchos años. A través de sus amistades, pudo organizar el Salón de Otoño de Tokio, donde también fue miembro de honor del Salón Nika.
En los años sesenta, Francis Baron-Renouard sigue su camino en el campo del arte monumental: vidrieras, mosaicos y tapices son piezas de su directorio. Llevó a término muchos encargos.
A partir de 1978, expuso regularmente sus tapices con ARELIS en San Francisco, Berlín, Chicago, Bruselas, Washington y en Francia en espacios como el Grand Palais, el Museo del Luxemburgo y la Sede Central de la UNESCO. 
Dentro del círculo de amistades que frecuentó, estuvieron Vieira da Silva, Sonia Delaunay, Eddy Legrand, Roger Chastel, Manessier, Poliakoff, Gérard Schneider, Singier, Jacques Villon, y también Henri Bosco, Albert Camus, lonesco.
André Malraux le encargó en 1965 la organización del sexagésimo aniversario de Fauvismo en Tokio.
Durante sus misiones en nombre de la Comisión Francesa de Bellas Artes de la UNESCO (Nueva York-1963, Tokio-1966, Varna-1973, Bagdad-1974, Moscú-1975-1976, Sofía-1977, Stuttgart-1979, Helsinki-1983, Budapest-1986, Madrid-1989, México-1995), reunió a muchos colegas en todo el mundo, los que trabajó en la defensa material y moral de artistas, lo que le permitió mantener muchos intercambios y construir cálidas y duraderas amistades.